# مايك جونسون (موسيقي)
مايك جونسون (بالإنجليزية: Mike Johnson) هو موسيقي ومغني وكاتب سيناريو أمريكي، ولد في 27 أغسطس 1965 في غرانتس باس في الولايات المتحدة.

## وصلات خارجية
- الموقع الرسمي
- مايك جونسون على موقع ميوزك برينز (الإنجليزية)
- مايك جونسون على موقع أول ميوزيك (الإنجليزية)
- مايك جونسون على موقع ديسكوغز (الإنجليزية)